# Kim Possible: A Sitch in Time
Kim Possible: A Sitch in Time is een Amerikaanse Disney-tekenfilm uit 2003 onder regie van Steve Loter.
Het is de eerste film van Kim Possible, waarvan de televisieserie in 2002 begon.
Shego en haar bende stelen de krachtige Time Monkey, waarmee ze met de tijd kunnen rotzooien. Rufus 3000, een verre nazaat van Rufus uit de toekomst, waarschuwt Superheldin Kim Possible. Kim gaat samen met haar hulpje Ron Stoppable en diens huisdiertje Rufus achter de slechte Shego en haar kornuiten aan.

## Stemmen
Hoofdpersonages:
- Kim Possible - Christy Carlson Romano
- Kim als kleuter - Dakota Fanning
- Ron Stoppable - Will Friedle
- Ron als kleuter - Harrison Fahn
- Rufus - Nancy Cartwright
- Rufus 3000 - Michael Dorn
- Wade - Tahj Mowry
- Toekomst Wade - Michael Clarke Duncan
- Shego - Nicole Sullivan
- Dr. Possible (Kims moeder) - Jean Smart
- Dr. Possible (Kims vader) - Gary Cole
- Jim en Tim Possible - Shaun Fleming
- Toekomst Jim en Tim - Freddie Prinze jr.
- Dr. Drakken - John Di Maggio
- Bonnie Rockwaller - Kirsten Storms
- Toekomst Bonnie - Kelly Ripa
- Monique - Raven Symone
- Toekomst Monique - Vivica A. Fox